# 돌아온 팔도 사나이
"돌아온 팔도 사나이"는 한국에서 제작된 편거영 감독의 1969년 액션 영화이다. 박노식 등이 주연으로 출연하였고 김태수 등이 제작에 참여하였다.

## 출연

### 주연
- 박노식
- 사미자
- 김희라

## 수상
- 박노식 - 청룡영화상 남우주연상

## 기타
- 조명: 장기종
- 미술: 이문현